# William Fisher
William Frederick Fisher (Dallas, 1 de abril de 1946) é um médico e ex-astronauta norte-americano.
Formado pela Universidade Stanford, fez a escola de medicina da Universidade da Flórida até 1975 e completou dois anos de residência médica no Hospital Geral Harbour da Universidade da Califórnia em Torrance, Califórnia. Começou a trabalhar em medicina de emergência em 1977 e em 1980 foi aceito para o curso de astronautas da NASA, qualificando-se em 1981.
Trabalhando primeiro em terra na área médica e nas equipes de apoio dos voos dos ônibus espaciais, foi ao espaço em 27 de agosto de 1985 como especialista de missão da STS-51-I da Discovery, onde três satélites foram colocados em órbita terrestre.
Deixou a NASA em 199a e passou a trabalhar como médico na iniciativa privada em Houston, Texas.
Fisher foi casado com uma colega astronauta, Anna Fisher, uma integrante da primeira turma de astronautas mulheres da NASA nos anos 80, e tem duas filhas.